# صامويل البلغاري
كان صموئيل (أيضًا صامويل، وتنطق samuˈil) قيصر (Tsar) (إمبراطور) الإمبراطورية البلغارية الأولى بداية من 997 إلى 6 أكتوبر 1014. وبداية من عام 980 حتى عام 997، جنرالاً تحت قيادة رومان الأول البلغاري، الابن الثاني الباقي من أبناء الإمبراطور بيتر الأول البلغاري (Peter I of Bulgaria)، وشريكه في الحكم، حيث منحه رومان قيادة الجيش وسلطة حكم فعالة. ونتيجة لكفاح صامويل للحفاظ على استقلال بلاده من الإمبراطورية البيزنطية، اتسم حكمه بنشوب معارك مستمرة مع البيزنطيين وحاكمهم باسيل الثاني (Basil II) الذي يشاركهم نفس القدر من الطموح.
تمكن صامويل في سنواته الأولى من إلحاق عدة هزائم كبيرة بالبيزنطيين وشن حملات هجوم على أراضيهم. وفي أواخر القرن العاشر، احتلت الجيوش البلغارية الولاية الصربية دوكلجا (Duklja) وقادت حملات ضد مملكتي كرواتيا والمجر. ولكن من عام 1001، اضطر بشكل أساسي للدفاع عن الإمبراطورية ضد الجيوش البيزنطية المتفوقة. توفى صامويل نتيجة نوبة قلبية في السادس من أكتوبر من عام 1014، بعد معركة كليديون (battle of Kleidion) الكارثية بشهرين، وخضعت بلغاريا بالكامل لباسيل الثاني بعدها بأربع سنوات، لتنتهي بذلك خمسة عقود طوال من الصراع البيزنطي البلغاري.
واعتُبر صامويل أنه شخص «لا يقهر في السلطة ولا يضاهى في القوة». وقد ظهرت تلك التعليقات عليه أيضًا حتى في القسطنطينية، حيث نظم جون كيريوتس جيومترس (John Kyriotes Geometres) قصيدة يقارن فيها بين الإمبراطور البلغاري ونجم مذنب ظهر في عام 989.<, L'épopée byzantine á la fin de dixiéme siécle, 1. Jean Tzimisés; les jeunes années de Basile II, le tueur de Bulgares (969-989), Paris 1896, pp. 643–644.</ref>
وخلال عهد صامويل، أحكمت بلغاريا سيطرتها على معظم منطقة البلقان (باستثناء ملحوظ لمنطقة تراقيا (Thrace)) حتى أقصى جنوب اليونان. كما قام صامويل بنقل العاصمة من سكوبيه (Skopje) إلى أوخريد والتي كانت تمثل المركز العسكري والثقافي لجنوب غرب بلغاريا منذ حكم بوريس الأول (Boris I)،  وجعل من المدينة مقرًا البطريركية البلغارية (Bulgarian Patriarchate). وبسبب ذلك، يُطلق على مملكته أحيانًا المملكة البلغارية الغربية أو الإمبراطورية البلغارية الغربية.
وعلى الرغم أن عهد صامويل قد جلب نهاية الإمبراطورية البلغارية الأولى، إلا أنه يُعتبر الحاكم البطولي في بلغاريا.

## وصلات خارجية
- (بالروسية) ثهٍîïèٌ ïîïà ؤَêëےيèيà
- (بالروسية) Яхъя Антиохийский, Летопись 1-6, 7-17
- (بالروسية) خًٍûâîê èç بîàييà رêèëèِû î لèٍâه َ مîًû ءهëàٌèِà
- (بالإنجليزية) Detailed list of Bulgarian rulers (PDF)
- (بالإنجليزية) John Skylitzes, Synopsis Historion: The Battle of Kleidion
- (بالإنجليزية) Catherine Holmes, Basil II (A.D. 976-1025)
- (بالإنجليزية) Chronicle of the Priest of Duklja
- (بالإنجليزية) Map of Europe in 1000.

## حواش
1. بلغاري ъ يمكن ترجمتها a، u، وأحيانًا â، كما في български،بولغارسكي (كما في الأسفل) أو بولغارسكي.
2. عمل فاسيل زلاتارسكي، تاريخ الدولة البلغارية في العصور الوسطى (History of the Bulgarian state in the Middle Ages) له ثلاثة طبعات. الطبعة الأولى من 1927 منشورة في صوفيا (Sofia)؛ الطبعة الثانية من 1971 ويمكن العثور عليها هنا  باللغة البلغارية؛ الطبعة الثالثة من عام 1994 ومنشورة في صوفيا، الرقم الدولي الموحد 954-430-299-9
1. ↑  Spelled thus in Fine, The Early Medieval Balkans; also Ostrogorsky, Treadgold, opp. cit., Oxford Dictionary of Byzantium. In French, compare Adontz, Nicholas. "Samuel l'Armenien, Roi des Bulgares", in Études Arméno-Byzantines. Lisbonne: Livraria Bertrand, 1965, pp. 347-407.
2. ↑  A History of the Byzantine state and society, Warren Treadgold, Stanford University Press, 1997, ISBN 0-8047-2630-2, p. 871. نسخة محفوظة 10 مارس 2016 على موقع واي باك مشين.
3. ↑  "ظهرت (أسرة كوميتوبولي) في ظل حكومة كيكومينوس (Kekaumenos)، قائد لاريسا الحربي ... (980-983)”: أدونتس (Adontz). كان "صامويل الأرماني"، من عام 358
4. ↑  One theory is that from 972/976 to 997 Samuel co-ruled with Roman I of Bulgaria, who was the official tsar until 997, when he died in Byzantine captivity. Roman is mentioned as tsar in several historical sources; for example the Annals by Yahya of أنطاكية (مدينة تاريخية) call Roman "Tsar" and Samuel "Roman's loyal military chief". However, other historians dispute this theory, as Roman was castrated and so technically could not have claimed the crown. There was also a governor of Skopje called Roman who surrendered the city to the Byzantines in 1004, receiving the title of patrician from باسيل الثاني and becoming a Byzantine إستراتيجوس in Abydus (Skylitzes-Cedr. II, 455, 13), but this could be a mere coincidence of names.
5. ↑  "Samuil of Bulgaria". مؤرشف من الأصل في 2013-10-22. اطلع عليه بتاريخ 2008-05-23.
6. ↑  "Britannica Online - Samuel of Bulgaria". مؤرشف من الأصل في 2008-01-29. اطلع عليه بتاريخ 2008-05-23.
7. ↑  Whittow, Making of Orthodox Byzantium, pp. 387-388.
8. ↑  Stephenson, P., The legend of Basil the Bulgar-slayer, p. 16, ISBN 0-521-81530-4
9. ↑  Sullivan. D. F., ed. and tr., The life of St Nikon, Brookline, 1987, pp. 140-142.
10. ↑  "About Ohrid". اطلع عليه بتاريخ 2008-05-23.[[تصنيف:مقالات ذات وصلات خارجية مكسورة منذ {{subst:CURRENTMONTHNAME}} {{subst:CURRENTYEAR}}]][وصلة مكسورة]
11. ↑  The Decline and Fall of the Roman Empire, Edward Gibbon, J. B. Bury, Wildside Press LLC, 2004, ISBN 0-8095-9240-1, p. 142. نسخة محفوظة 19 أغسطس 2017 على موقع واي باك مشين.
12. ↑  A short history of Yugoslavia from early times to 1966, Stephen Clissold, Henry Clifford Darby, CUP Archive, 1968, ISBN 0-521-09531-X, p. 140 نسخة محفوظة 19 أغسطس 2017 على موقع واي باك مشين.
13. ↑  Andreev, J. The Bulgarian Khans and Tsars (Balgarskite hanove i tsare, Българските ханове и царе), Veliko Tarnovo, 1996, p. 127, ISBN 954-427-216-X
14. ↑  "Bulgaria after Simeon". مؤرشف من الأصل في 2008-04-09. اطلع عليه بتاريخ 2008-02-12.[[تصنيف:مقالات ذات وصلات خارجية مكسورة منذ {{subst:CURRENTMONTHNAME}} {{subst:CURRENTYEAR}}]][وصلة مكسورة]

| سبقه Roman | قائمة ملوك بلغاريا 997–1014 (de facto since 976) | تبعه Gavril Radomir |